# 莎萊
莎莱（1923年—2014年2月18日），原名李如琳，安徽人，中华人民共和国文艺家。

## 生平
早年担任《黄河大合唱》中《黄河怨》的女高音独唱，后创作《纺棉花》，并扮演《白毛女》中的喜儿。1949年后，长期担任武汉市文联主席、武汉音乐家协会主席，创作歌舞诗乐《九歌·屈原》。2014年去世。